# Território do Alasca

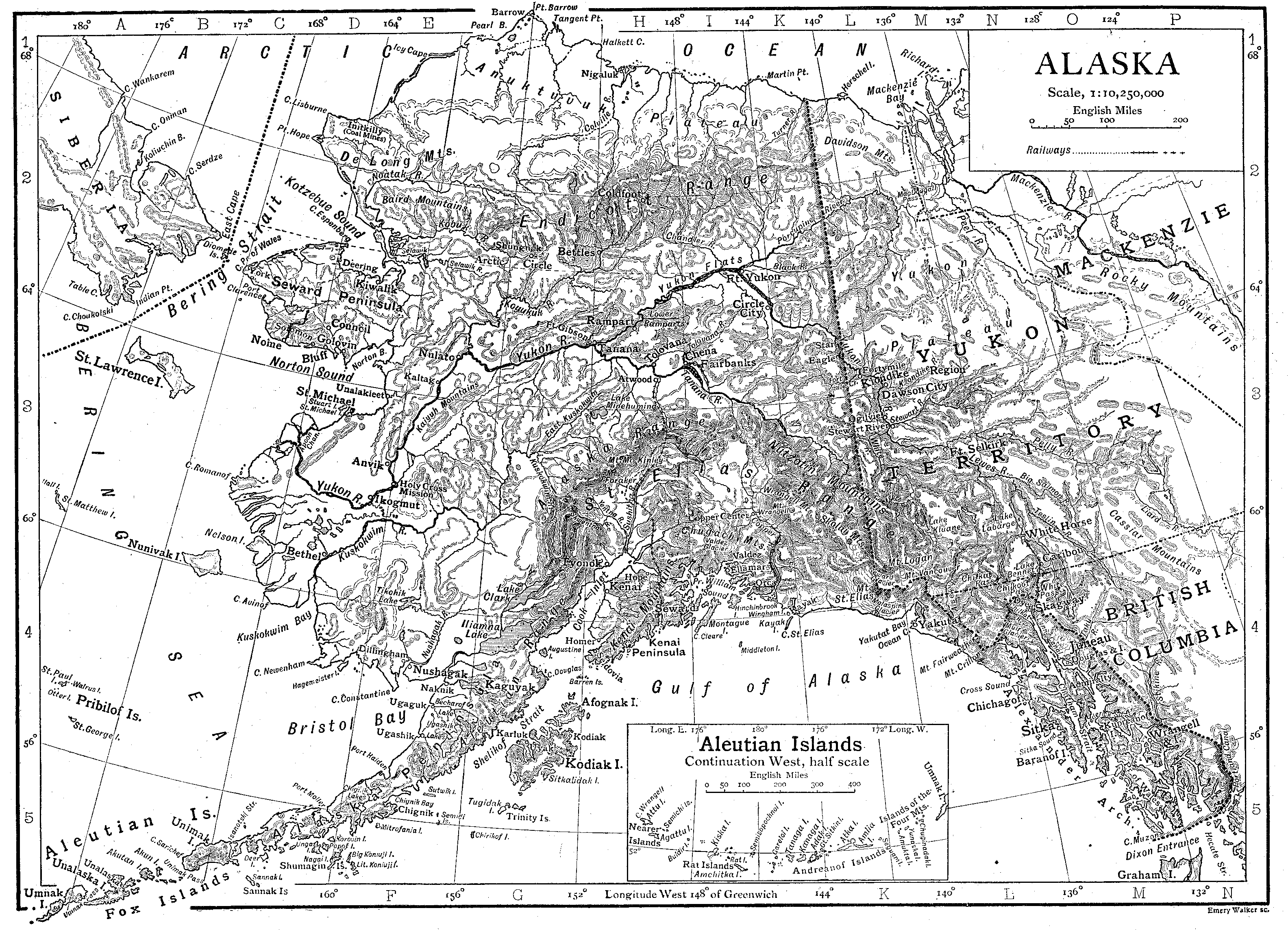
Divisão do Alasca em 1911.

O Território do Alasca foi um território incorporado organizado dos Estados Unidos que existiu entre 24 de agosto de 1912 até 3 de janeiro de 1959, quando foi admitido à união como o Estado do Alasca.